# Костенко Наталія Вікторівна
Костенко Наталія Вікторівна (нар. 12 березня 1952, м. Дзержинськ, Білорусь) — радянська та українська вчена-соціолог, доктор соціологічних наук (1994) та професор (2010).

## Біографія
Костенко Наталія Вікторівна у 1975 р. закінчила у Мінську Білоруський державний університет. Після закінчення університету працювала в Києві в Інституті філософії АН УРСР. З 1991 р. працює в Інституті соціології НАН України; з 2007 р. – завідувачка відділу соціології культури й масової комунікації.

## Наукові дослідження
Розробляє теоретичні аспекти вивчення макрокомунікативних процесів у сучасних суспільствах, методологію й техніку якісних і формалізованих засобів аналізу текстів преси та телебачення.

## Основні наукові праці
- Ценности и символы в массовой коммуникации. 1993;
- Медиа в выборах: между политикой и культурой (контент-анализ политической прессы). 1999 (співавт.);
- Медіа. Демократія. Культура. 2008 (співавт.);
- Субкультурна варіативність українського соціуму. 2010 (співавт.);
- Смислова морфологія соціуму. 2012 (співавт.); усі – Київ.